# ۲اس۱۹ مستا
۲اس۱۹ مستا (به روسی: Мста، پس از رودخانه مستا) یک توپخانه خودکششی ۱۵۲٫۴ میلی‌متری است که توسط اتحاد جماهیر شوروی طراحی شده‌است که در سال ۱۹۸۹ به‌عنوان جانشین ۲اس۳ آکاتسیا وارد خدمت شد. این وسیله نقلیه دارای تجهیزات در حال اجرا تی-۸۰ است، اما توسط موتور دیزل تی-۷۲ تغذیه می‌شود.